# Opisthoxia amabiliata
Opisthoxia amabiliata là một loài bướm đêm trong họ Geometridae.